# (1213) Алжир
(1213) Алжир (лат. Algeria) — небольшой астероид внешней части главного пояса, который был обнаружен 5 декабря 1931 года французским астрономом Ги Рейссом (Guy Reiss) в Алжирской обсерватории и назван в честь Алжира, государства в Северной Африке, в которой произошло его открытие.

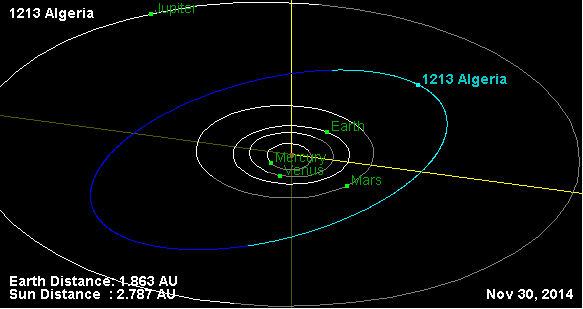
Орбита астероида Алжир и его положение в Солнечной системе